# Маныч (озеро)

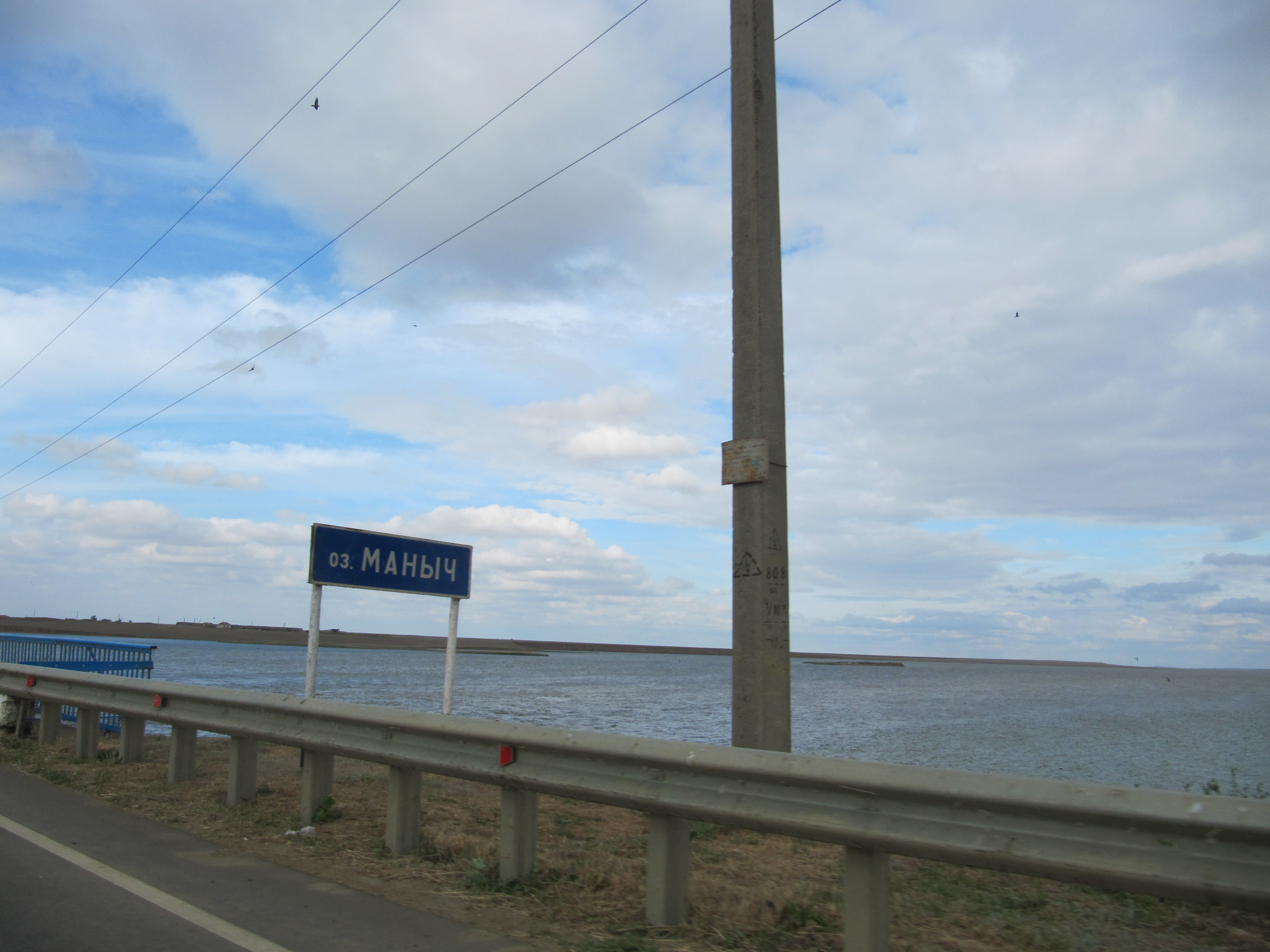
Озеро Маныч. Вид с автодороги Элиста — Ставрополь

Ма́ныч (устар. Цаган-манца) — горько-солёное озеро в России на границе Калмыкии и Ставропольского края. Расположено в 7 км северо-восточнее села Дивное, в центральной части Кумо-Манычской впадины. Относится к бассейну реки Маныч.

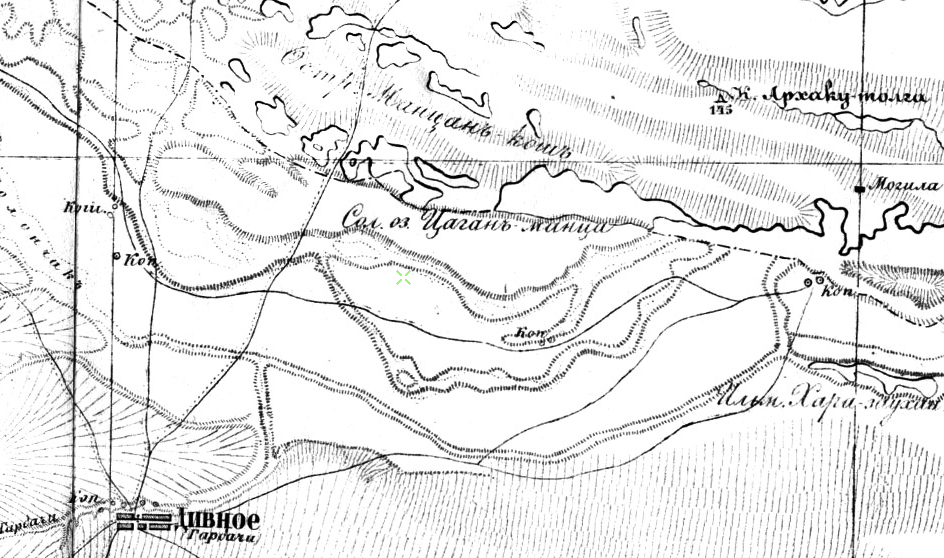
Озеро Цаган-манца (Маныч) на Военно-топографической пятиверстной карте Кавказского края (конец XIX века).

В настоящее время озеро является составной частью Пролетарского водохранилища и неотделимо от других озёр Манычской котловины, затопленных в результате его сооружения. До затопления площадь поверхности озера составляла 10,7 км². Озеро находилось на высоте 11 м над уровнем моря, к юго-востоку от озера Маныч-Гудило. Недалеко находится озеро Малый Маныч.